# Herci Halevi
Hercl „Herci“ Halevi (hebrejsky הרצל „הרצי“ הלוי‎, Hercl „Herci“ ha-Levi; * 17. prosince 1967 Jeruzalém) je generálporučík (rav aluf) Izraelských obranných sil, od ledna 2023 do března 2025 náčelník Generálního štábu Izraelských obranných sil.
Dříve působil jako velitel jižního velitelství, náčelník Amanu, velitel 91. divize, velitel výsadkářské brigády a velitel Sajeret Matkal.

## Život

### Rodina
Jeho otec Šlomo byl majitelem společnosti poskytující poradenské služby a deset let byl členem jeruzalémské městské rady, a matka Lina byla učitelkou tělesné výchovy na Hebrejské univerzitě v Jeruzalémě. Jeho dědeček z otcovy strany, Chajim Šalom Halevi, původem z Brestu, byl členem Irgunu a zástupcem ředitele nemocnice Hadasa. Jeho babička z otcovy strany, Cila, povoláním bakterioložka, byla dcerou rabína Dova ha-Kohena Kuka (bratra rabína Abrahama Isaaca Kooka).

### Mládí
Narodil se v prosinci 1967 v Jeruzalémě. Má staršího bratra Amira. Do svých čtyř let žil s rodinou ve čtvrti ha-Mošava ha-Germanit v Jeruzalémě. Poté se rodina přestěhovala do jeruzalémské čtvrti Ramat Eškol. Vyrůstal v náboženském prostředí, navštěvoval náboženské školy v Jeruzalémě. Byl také členem náboženské skautské skupiny Masu'ot a zúčastnil se její delegace do Spojených států.

## Vojenská kariéra

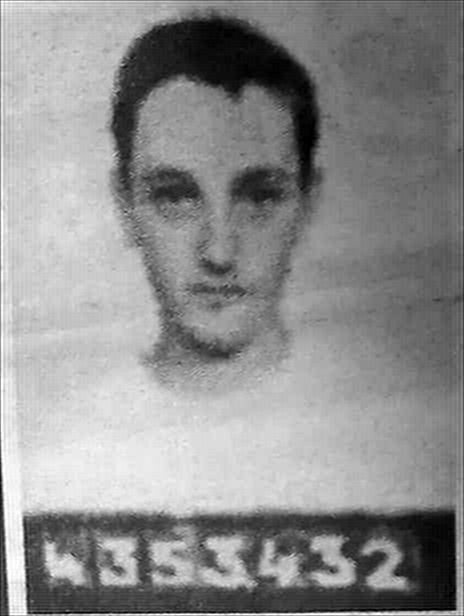
Halevi pří nástupu do armády (1985)

V roce 1985 byl odveden do Izraelských obranných sil. Dobrovolně se přihlásil do výsadkářské brigády. Sloužil jako voják a velitel družstva. V roce 1987 se po absolvování důstojnické školy stal důstojníkem pěchoty a vrátil se k výsadkářské brigádě jako velitel čety. Vedl protitankovou rotu brigády v protipartyzánských operacích během jiholibanonského konfliktu. V roce 1993 byl přidělen k Sajeret Matkal, speciální jednotce Izraelských obranných sil, kde sloužil jako velitel roty. Této jednotce velel během druhé intifády.

### Role plukovníka
Dne 11. září 2005 byl jmenován velitelem brigády Menaše a 22. srpna 2007 byl jmenován velitelem výsadkářské brigády, kterou vedl během operace Lité olovo a řady dalších operací.

### Role brigádního generála
V září 2009 byl povýšen do hodnosti brigádního generála (Tat aluf) a jmenován velitelem operačního oddělení Amanu a v této funkci působil do 11. října 2011. Dne 6. listopadu byl jmenován velitelem 91. divize. Pod jeho vedením získala divize ocenění. Svou funkci zde ukončil v listopadu 2013 a v roce 2014 se stal velitelem velitelské a štábní školy Izraelských obranných sil.

### Role generálmajor
Dne 18. září 2014 byl povýšen do hodnosti generálmajora (aluf) a 22. září nastoupil do funkce náčelníka Amanu, kde působil do března 2018. Dne 23. března 2018 ho ve funkci nahradil Tamir Hejman. Dne 6. června 2018 se stal velitelem jižního velitelství, kde nahradil Ejala Zamira. Velitelství dohlíží na činnost Izraelských obranných sil v okolí Pásma Gazy. Dne 21. března 2021 ho ve funkci vystřídal Eli'ezer Toledano. Jednotkám jižního velitelství velel během střetů mezi Palestinským islámským džihádem a Izraelem, které vypukly po cíleném zabití Bahá Abú al-Atá v listopadu 2019.
Dne 11. července 2021 byl jmenován zástupcem náčelníka Generálního štábu Izraelských obranných sil. Dne 31. října 2022 ho ve funkci nahradil Amir Bar'am.

### Role náčelníka Generálního štábu armády
Dne 4. září 2022 byl ministrem obrany Binjaminem Gancem jmenován nastupujícím náčelníkem Generálního štábu. Jeho jmenování příštím náčelníkem Generálního štábu potvrdila vláda Naftali Bennetta 23. října 2022. Funkce se ujal 16. ledna 2023 a nahradil tak Aviva Kochaviho.
Velel izraelské armádě během války Izraele s Hamásem a během izraelské invaze do Libanonu. V průběhu války ho vyšetřovala armádní komise za případná pochybení, která umožnila útok Hamásu na Izrael z října 2023. Halevi již v září 2024 uvedl, že do konce roku 2024 hodlá na svou velící funkci rezignovat. Svůj záměr rezignovat naznačil znovu v listopadu 2024 poté, co byl premiérem vyměněn ministr obrany Jo'av Galant za Jisra'ela Kace. Nový ministr obrany Kac následně volal po vyvození odpovědnosti Haleviho. Stejně tak odmítl povýšit důstojníky, kteří se podle vyšetřování podíleli na selhání obrany státu. Haleviho brzký konec měl potvrdit i premiér Benjamin Netanjahu. V lednu 2025 Halevi rezignoval s účinností k 6. březnu 2025 na svou funkci. Rezignaci zdůvodnil vyvozením odpovědnosti za selhání, která vedla k 7. říjnu 2023.

## Osobní život
Halevi bydlí v Kfar ha-Oranim na Západním břehu Jordánu. Je ženatý se Šaron a má čtyři děti. I přesto, že přestal nosit kipu, se považuje za věřícího a o šabatu navštěvuje synagogu. Získal bakalářský titul v oboru filozofie a podniková ekonomika na Hebrejské univerzitě v Jeruzalémě a magisterský titul na National Defense University. Jeho bratr Amir působil jako výkonný ředitel ministerstva turismu.